# Rosthalsad trast
Rosthalsad trast (Turdus rufitorques) är en fågel i familjen trastar inom ordningen tättingar.

## Utseende och läte
Rosthalsad trast är en stor och kraftig trast. Hanen är omisskänlig, med helsvart dräkt förutom tydligt rostfärgat på hals och bröst. Honan är ljusare och brunare, mer dämpat roströd. Vissa unga honor kan sakna rostrött helt, men notera gul näbb och gula ben samt vita strimmor under stjärtroten.

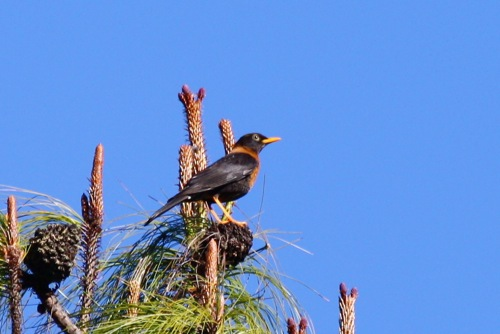

## Utbredning och systematik
Fågeln återfinns i höglandsområden från södra Mexiko (Chiapas) till centrala Honduras. Den behandlas som monotypisk, det vill säga att den inte delas in i några underarter.

## Levnadssätt
Arten hittas i skogar med tall och ek samt intilliggande jordbruksbygd och bebyggelse. Den födosöker på marken i öppna fält, men även i fruktbärande buskar och träd. Fågeln ses ofta sitta högst upp i ett dött träd tidigt och sent på dagen.

## Status och hot
Arten har ett stort utbredningsområde, men tros minska i antal, dock inte tillräckligt kraftigt för att den ska betraktas som hotad. Internationella naturvårdsunionen IUCN listar därför arten som livskraftig (LC).